# Diuris sulphurea
Diuris pardina (lan cọp) là một loài lan đặc hữu của Australia. Nó phân bố ở Nam Úc, Tasmania, Victoria, New South Wales và Queensland. Nó được miêu tả đầu tiên bởi nhà thực vật học Robert Brown. Nó có lá giống cỏ và hoa màu vàng với nhiều vết nâu đỏ.

## Hình ảnh

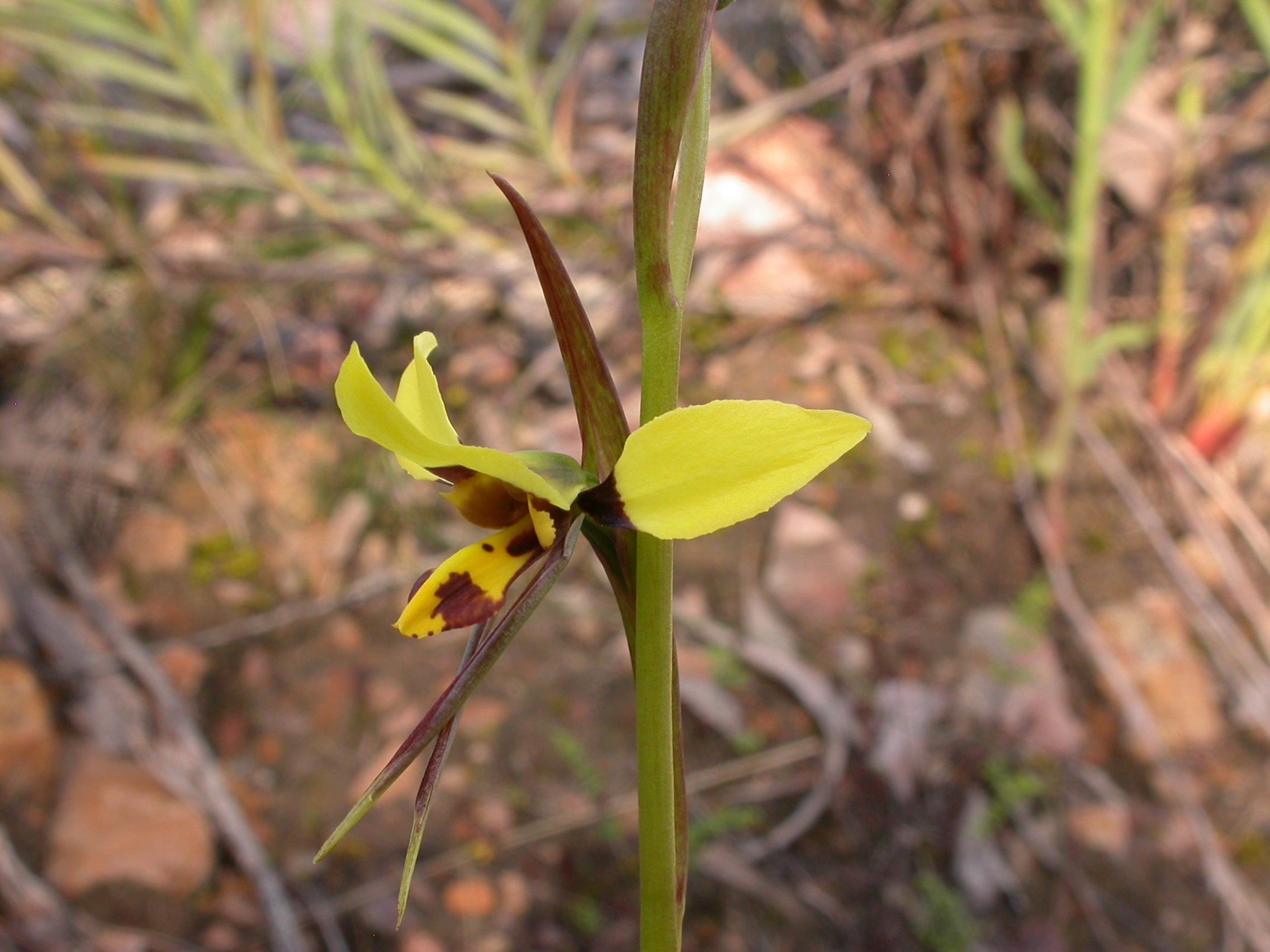